# Провулок Молдавський (Черкаси)
Провулок Молда́вський — провулок в Черкасах.

## Розташування
Провулок короткий і складається з двох частин. Перша частина довжиною 120 метрів починається від вулиці Гетьмана Косинського і простягається на схід до вулиці Кавказькою. Перетнувши її, провулок простягається на південний схід ще 110 м до вулиці Василя Стуса. Однак провулок з цієї точки знову відходить на північний схід і простягається ще 140 метрів, закінчуючись тупиком.

## Опис
Провулок заасфальтований. Забудований приватними будинками.

## Походження назви
Провулок був утворений 1941 року і спочатку називався Литвинів, а пізніше отримав сучасну назву через те, що тут раніше селились молдовани.